# VW EA827
Der EA827 (EA = Entwicklungsauftrag) ist eine Motorenbaureihe des Volkswagen-Konzerns mit vier Zylindern in Reihe und Flüssigkeitskühlung. Entwickelt wurde der Motor Ende der 1960er Jahre von Audi in Ingolstadt unter der Leitung von Franz Hauk. Er gilt als einer der meistgebauten Motoren des Konzerns und wurde von 1972 bis 2013 in zahlreichen Fahrzeugen eingesetzt, darunter der Audi 80, VW Golf und VW Passat.

## Entwicklung

### Allgemeines
Der EA827 wurde ursprünglich als ca. 1,2-Liter-Vierzylinder mit fünffach gelagerter Kurbelwelle (KW), obenliegender Nockenwelle (NW) mit leisem, wartungsfreiem Zahnriemenantrieb, Tassenstößeln und parallel hängenden Ventilen konzipiert. 1972 startete die Produktion mit einem 1,3-Liter-Motor im Audi 80 B1, gefolgt von einer 1,5-Liter-Version. Im selben Jahr ordnete VW-Chef Rudolf Leiding an, den Motor quer einzubauen und versuchsweise im in Entwicklung befindlichen VW Golf I und VW Scirocco I zu testen, was den Siegeszug des Motors im VAG-Bereich einleitete. 1973 wurde er auch im VW Passat B1 eingeführt. Durch wiederholte Hubraumvergrößerungen (bis zu 2,0 Liter) und Modifikationen, wie den Heron-Zylinderkopf ab 1976, stieg die Leistung von anfänglich 55 PS (1,3 Liter) auf maximal 210 PS (16V G60).

### Technische Merkmale
Der EA827 ist ein wassergekühlter Reihenvierzylinder-Ottomotor mit Grauguss-Motorblock und Aluminium-Gegenstromzylinderkopf, wobei Einlass- und Auslasskanäle auf der gleichen Seite liegen und separat angeschlossen sind. Die obenliegende Nockenwelle wird über einen Zahnriemen angetrieben und betätigt die Ventile über Tassenstößel mit Einstellplättchen (ab 1985 auch Hydrostößel). Eine Zwischenwelle, die den Zündverteiler und die Zahnradölpumpe der Nasssumpfschmierung antreibt, ersetzt die Nockenwellenposition des Vorgängers (Audi-Mitteldruckmotor). Ursprünglich mit Vergasern ausgestattet, wurde der Motor später auf Saugrohreinspritzung (z. B. K-Jetronic) umgestellt. Ab 1975 wurde der Block angepasst (z. B. 79,5 mm Bohrung, Wegfall der Wasserkanäle zwischen Zylindern), und 1982 wurde die Bohrung auf 81 mm erweitert. Der 2,0-Liter-Motor (82,5 mm Bohrung, 92,8 mm Hub) erreichte 1992 seine maximale Auslegung, mit nur 3 mm Abstand zwischen den Zylinderlaufbuchsen, ermöglicht durch neue Werkstoffe und Gussverfahren.

### Diesel-Varianten
Die Entwicklung von Dieselmotoren auf Basis des EA827 begann 1972 nach der Ölpreiskrise, inspiriert durch strengere US-Abgasnormen. 1952 scheiterte ein Versuch, den VW Käfer zu verdieseln, unter der Leitung von Porsche. Erst 1973, unter Ernst Fiala, lief der erste 1,5-Liter-Diesel (76,5 mm Bohrung) mit 40 PS auf dem Prüfstand, ausgestattet mit einem Peugeot-Zylinderkopf. 1976 startete die Serienproduktion mit 50 PS im VW Golf I (805 kg, 140 km/h, 5 L/100 km). 1979 wuchs der Hubraum auf 1,6 Liter (54 PS), 1986 auf 1,7 Liter (erweiterte Bohrung auf 79,5 mm). Der 1,9-Liter-Motor erforderte 1989 einen höheren Block (+15 mm) für einen längeren Hub. 1989 debütierte der erste TDI (2,5 Liter, 120 PS) als Fünfzylinder, gefolgt 1992 vom 1,9-Liter-TDI (110 PS) mit Direkteinspritzung (800 bar). Später kamen SDI-Varianten (z. B. 68 PS) und PD-TDI-Modelle (bis 150 PS) mit Einspritzdrücken bis 2000 bar, wobei 2002 die Zwischenwelle entfiel und die Vakuumpumpe an die Nockenwelle wanderte.

## Verwendung
Der EA827 wurde in folgenden Fahrzeugen eingesetzt:
- Audi 80 B1/B2/B3, Audi 100 C2
- VW Golf I/II/III/IV, VW Golf Cabriolet, VW Scirocco I/II
- VW Passat B1/B2/B3/B4/B5, VW Santana
- VW Corrado, VW Sharan
- VW T3 und T4 als Diesel
- Seat Ibiza, Seat Córdoba, Seat Toledo
- Škoda Octavia, Škoda Superb
- Einsatz als Industriemotor in Gabelstaplern
- Einsatz als Stationärmotor

Er diente auch als Basis für den Fünfzylindermotor VW EA 828.

## Auslauf
Der EA827 wurde 2002 in Deutschland mit dem Auslaufen des Golf-III-Cabriolets eingestellt, blieb aber in China für den VW Santana 2000 (1,6 Liter) bis 2013 im Einsatz. Die letzte Version war der 2,0-Liter-16V-PD-TDI, der den Block auf 81 mm bohrte, gefolgt vom 2,0-Liter-SDI-PD.

## Bedeutung
Der EA827 prägte die Motorengeschichte des VW-Konzerns durch seine Vielseitigkeit und Langlebigkeit. Von sparsamen Basismodellen bis zu sportlichen Varianten wie dem Golf GTI beeinflusste er die Mittelklasse und legte Standards im Dieselsegment.